# Litunet
Litunet, eller Lid i Suldal, är en museigård som ligger högt upp på södra sidan av Hylsfjorden i Suldals kommun i Troms fylke, omkring 285 meter över havet. Byggnaderna på gårdstunet är från 1700- och 1800-talen. 
Litunet nåddes tidigare antingen med båt på Hylsfjorden och en brant gångstig från stranden, eller till fots från Suldal över Tveitane. År 1972 fick gården anslutning till vägnätet. Litunet var bebodd till 2010, men jordbruket, med många små åkerlappar, var då avvecklat sedan många år. 
Gården köptes 2009 av Rogalands fylkeskommun och Suldals kommun. Det ingår i Ryfylkemuseet. 
Litunet blev byggnadsminnesmärkt av Riksantikvaren 1973. På gården finns 13 byggnader, varav flera innehåller många museala föremål.